# William Henry Parker
William Henry Parker (ur. 5 maja 1847 w Keene, New Hampshire, zm. 26 czerwca 1908 w Deadwood, Dakota Południowa) – amerykański polityk związany z Partią Republikańską.
W 1906 roku został wybrany przedstawicielem drugiego okręgu wyborczego w stanie Dakota Południowa w Izbie Reprezentantów Stanów Zjednoczonych, gdzie zasiadał od 1907 roku aż do śmierci 26 czerwca 1908 roku.